# 윤치명
윤치명(尹致明, 1885년 10월 27일(음력 9월 20일) ~ 1944년 양력 4월 21일)은 대한제국 말기의 관료 겸 교육자이다. 호는 남강(南岡)이다.
1903년 군부 주사에 임명됐지만 곧 사직했다. 이후 학부(學部) 주사를 지냈다. 1910년 정3품으로 승진했으나 한일 합방 조약 후 관직을 버리고 낙향했다. 윤영렬의 아들이자 윤치오, 윤치소, 윤치성의 동생이며 내무부장관을 지낸 윤치영의 형이었다. 4대 대통령 윤보선의 숙부였다. 좌옹 윤치호의 사촌 동생이다. 본관은 해평.

## 생애
아버지는 대한제국군 육군참장 윤영렬이고, 어머니는 청주한씨 한진숙 (韓鎭淑)이며, 관찰사를 지낸 한진창은 그의 외삼촌이다. 윤치소는 그의 둘째 형이고, 독립운동가이자 대한민국 정부에서 내무부 장관, 서울특별시장을 역임한 동산 윤치영은 그의 여섯째 남동생이었다. 또한 그의 맏형 윤치오의 아들은 한국 초기 해부학자, 병리학자이며 서울대학교 해부학 교수, 서울대 부총장, 서울대 총장 등을 역임한 동오 윤일선이다. 상공부 장관과 제4대 대통령을 역임한 해위 윤보선의 숙부가 된다.
군부대신 윤웅렬은 그의 큰아버지이고, 개화파 정치인이자 계몽사상가 좌옹 윤치호는 그의 사촌 형이었다. 그의 초기 행적은 미상이다.
1903년 6월 23일 군부주사에 임명됐으나, 그 다음날 사직했다. 구한 말 학부주사를 거쳐 관직은 통정대부에 이르렀다. 1910년(융희 4) 7월 23일 정삼품에 올랐다.
그러나 1910년 10월 2일 한일합방과 동시에 사퇴하고 고향인 충청남도 아산으로 내려갔다. 1931년에는 만주 동포 구제 의연금을 납부했고, 1933년 5월에는 생활과 교통편의 불편을 이유로 둔포면 주민들이 영인금융회사의 지소 설치를 건의하는데 동참, 서명하였다. 1934년 8월에는 삼남지역의 수재 위문금을 기부하기도 했다. 1944년 4월 21일 향년 50세를 일기로 병사하였다.
그의 아들 윤유선(尹裕善)은 의사이며, 정치인 겸 독립운동가 서상일(徐相日)의 사위이기도 하다. 충청남도 출신.

### 사후
충청남도 아산군 둔포면 운교리 2구(현 아산시 둔포면 운교리 2구)에 부인 용인이씨 이명숙과 합장되었다.
의사였던 아들 윤유선은 세브란스의전 졸업 후 보건계에서 활동했으며 국립의료원 원장, 한양대학교 의과대학 학장을 역임하고 후일 미국으로 이민, 그곳에서 생을 마쳤다.

## 가족 관계
|                       |                       |                                     |                                     |                                     |                                     |                                     |                                     |  |  |                                                   |                                                   |                                                   |                                                   |                                                   |                                                   | 윤취동 (尹取東) 1798~1863 |  |                                     |                                     |                                     |                                     |                                     |                                     |  |  |                                     |                                     |                                     |                                     |                                     |                                     |                                     |                                     |                                     |                                     |                                     |                                     |                                     |                                     |  |  |                                     |                                     |                                     |                                     |                                     |                                     |                           |                           |                           |                           |                           |                           |                           |                           |                           |                           |  |  |                           |                           |                           |                           |                           |                           |  |  |           |           |           |           |           |           |
|                       |                       |                                     |                                     |                                     |                                     |                                     |                                     |  |  |                                                   |                                                   |                                                   |                                                   |                                                   |                                                   |                           |  |                                     |                                     |                                     |                                     |                                     |                                     |  |  |                                     |                                     |                                     |                                     |                                     |                                     |                                     |                                     |                                     |                                     |                                     |                                     |                                     |                                     |  |  |                                     |                                     |                                     |                                     |                                     |                                     |                           |                           |                           |                           |                           |                           |                           |                           |                           |                           |  |  |                           |                           |                           |                           |                           |                           |  |  |           |           |           |           |           |           |
|                       |                       |                                     |                                     |                                     |                                     |                                     |                                     |  |  |                                                   |                                                   |                                                   |                                                   |                                                   |                                                   |                           |  |                                     |                                     |                                     |                                     |                                     |                                     |  |  |                                     |                                     |                                     |                                     |                                     |                                     |                                     |                                     |                                     |                                     |                                     |                                     |                                     |                                     |  |  |                                     |                                     |                                     |                                     |                                     |                                     |                           |                           |                           |                           |                           |                           |                           |                           |                           |                           |  |  |                           |                           |                           |                           |                           |                           |  |  |           |           |           |           |           |           |
| 윤씨 (尹氏) 1835~1920 | 윤씨 (尹氏) 1835~1920 | 윤씨 (尹氏) 1835~1920               | 윤씨 (尹氏) 1835~1920               | 윤씨 (尹氏) 1835~1920               | 윤씨 (尹氏) 1835~1920               |                                     |                                     |  |  | 반계 윤웅렬 (磻溪 尹雄烈) 1840~1911 윤웅렬 가계도 | 반계 윤웅렬 (磻溪 尹雄烈) 1840~1911 윤웅렬 가계도 | 반계 윤웅렬 (磻溪 尹雄烈) 1840~1911 윤웅렬 가계도 | 반계 윤웅렬 (磻溪 尹雄烈) 1840~1911 윤웅렬 가계도 | 반계 윤웅렬 (磻溪 尹雄烈) 1840~1911 윤웅렬 가계도 | 반계 윤웅렬 (磻溪 尹雄烈) 1840~1911 윤웅렬 가계도 |                           |  |                                     |                                     |                                     |                                     |                                     |                                     |  |  |                                     |                                     |                                     |                                     | 연구 윤영렬 (蓮龜 尹英烈) 1854~1939 | 연구 윤영렬 (蓮龜 尹英烈) 1854~1939 | 연구 윤영렬 (蓮龜 尹英烈) 1854~1939 | 연구 윤영렬 (蓮龜 尹英烈) 1854~1939 | 연구 윤영렬 (蓮龜 尹英烈) 1854~1939 | 연구 윤영렬 (蓮龜 尹英烈) 1854~1939 |                                     |                                     |                                     |                                     |  |  |                                     |                                     |                                     |                                     |                                     |                                     | 한진숙 (韓鎭淑) 1851~1938 | 한진숙 (韓鎭淑) 1851~1938 | 한진숙 (韓鎭淑) 1851~1938 | 한진숙 (韓鎭淑) 1851~1938 | 한진숙 (韓鎭淑) 1851~1938 | 한진숙 (韓鎭淑) 1851~1938 |                           |                           |                           |                           |  |  |                           |                           |                           |                           |                           |                           |  |  |           |           |           |           |           |           |
| 윤씨 (尹氏) 1835~1920 | 윤씨 (尹氏) 1835~1920 | 윤씨 (尹氏) 1835~1920               | 윤씨 (尹氏) 1835~1920               | 윤씨 (尹氏) 1835~1920               | 윤씨 (尹氏) 1835~1920               |                                     |                                     |  |  | 반계 윤웅렬 (磻溪 尹雄烈) 1840~1911 윤웅렬 가계도 | 반계 윤웅렬 (磻溪 尹雄烈) 1840~1911 윤웅렬 가계도 | 반계 윤웅렬 (磻溪 尹雄烈) 1840~1911 윤웅렬 가계도 | 반계 윤웅렬 (磻溪 尹雄烈) 1840~1911 윤웅렬 가계도 | 반계 윤웅렬 (磻溪 尹雄烈) 1840~1911 윤웅렬 가계도 | 반계 윤웅렬 (磻溪 尹雄烈) 1840~1911 윤웅렬 가계도 |                           |  |                                     |                                     |                                     |                                     |                                     |                                     |  |  |                                     |                                     |                                     |                                     | 연구 윤영렬 (蓮龜 尹英烈) 1854~1939 | 연구 윤영렬 (蓮龜 尹英烈) 1854~1939 | 연구 윤영렬 (蓮龜 尹英烈) 1854~1939 | 연구 윤영렬 (蓮龜 尹英烈) 1854~1939 | 연구 윤영렬 (蓮龜 尹英烈) 1854~1939 | 연구 윤영렬 (蓮龜 尹英烈) 1854~1939 |                                     |                                     |                                     |                                     |  |  |                                     |                                     |                                     |                                     |                                     |                                     | 한진숙 (韓鎭淑) 1851~1938 | 한진숙 (韓鎭淑) 1851~1938 | 한진숙 (韓鎭淑) 1851~1938 | 한진숙 (韓鎭淑) 1851~1938 | 한진숙 (韓鎭淑) 1851~1938 | 한진숙 (韓鎭淑) 1851~1938 |                           |                           |                           |                           |  |  |                           |                           |                           |                           |                           |                           |  |  |           |           |           |           |           |           |
|                       |                       |                                     |                                     |                                     |                                     |                                     |                                     |  |  |                                                   |                                                   |                                                   |                                                   |                                                   |                                                   |                           |  |                                     |                                     |                                     |                                     |                                     |                                     |  |  |                                     |                                     |                                     |                                     |                                     |                                     |                                     |                                     |                                     |                                     |                                     |                                     |                                     |                                     |  |  |                                     |                                     |                                     |                                     |                                     |                                     |                           |                           |                           |                           |                           |                           |                           |                           |                           |                           |  |  |                           |                           |                           |                           |                           |                           |  |  |           |           |           |           |           |           |
|                       |                       |                                     |                                     |                                     |                                     |                                     |                                     |  |  |                                                   |                                                   |                                                   |                                                   |                                                   |                                                   |                           |  |                                     |                                     |                                     |                                     |                                     |                                     |  |  |                                     |                                     |                                     |                                     |                                     |                                     |                                     |                                     |                                     |                                     |                                     |                                     |                                     |                                     |  |  |                                     |                                     |                                     |                                     |                                     |                                     |                           |                           |                           |                           |                           |                           |                           |                           |                           |                           |  |  |                           |                           |                           |                           |                           |                           |  |  |           |           |           |           |           |           |
|                       |                       |                                     |                                     |                                     |                                     |                                     |                                     |  |  |                                                   |                                                   |                                                   |                                                   |                                                   |                                                   |                           |  |                                     |                                     |                                     |                                     |                                     |                                     |  |  |                                     |                                     |                                     |                                     |                                     |                                     |                                     |                                     |                                     |                                     |                                     |                                     |                                     |                                     |  |  |                                     |                                     |                                     |                                     |                                     |                                     |                           |                           |                           |                           |                           |                           |                           |                           |                           |                           |  |  |                           |                           |                           |                           |                           |                           |  |  |           |           |           |           |           |           |
|                       |                       | 동암 윤치오 (東庵 尹致旿) 1869~1950 | 동암 윤치오 (東庵 尹致旿) 1869~1950 | 동암 윤치오 (東庵 尹致旿) 1869~1950 | 동암 윤치오 (東庵 尹致旿) 1869~1950 | 동암 윤치오 (東庵 尹致旿) 1869~1950 | 동암 윤치오 (東庵 尹致旿) 1869~1950 |  |  | 동야 윤치소 (東野 尹致昭) 1871~1944               | 동야 윤치소 (東野 尹致昭) 1871~1944               | 동야 윤치소 (東野 尹致昭) 1871~1944               | 동야 윤치소 (東野 尹致昭) 1871~1944               | 동야 윤치소 (東野 尹致昭) 1871~1944               | 동야 윤치소 (東野 尹致昭) 1871~1944               |                           |  | 악연 윤치성 (岳淵 尹致晟) 1875~1936 | 악연 윤치성 (岳淵 尹致晟) 1875~1936 | 악연 윤치성 (岳淵 尹致晟) 1875~1936 | 악연 윤치성 (岳淵 尹致晟) 1875~1936 | 악연 윤치성 (岳淵 尹致晟) 1875~1936 | 악연 윤치성 (岳淵 尹致晟) 1875~1936 |  |  | 간송 윤치병 (澗松 尹致昞) 1880~1940 | 간송 윤치병 (澗松 尹致昞) 1880~1940 | 간송 윤치병 (澗松 尹致昞) 1880~1940 | 간송 윤치병 (澗松 尹致昞) 1880~1940 | 간송 윤치병 (澗松 尹致昞) 1880~1940 | 간송 윤치병 (澗松 尹致昞) 1880~1940 |                                     |                                     | 남강 윤치명 (南岡 尹致明) 1885~1944 | 남강 윤치명 (南岡 尹致明) 1885~1944 | 남강 윤치명 (南岡 尹致明) 1885~1944 | 남강 윤치명 (南岡 尹致明) 1885~1944 | 남강 윤치명 (南岡 尹致明) 1885~1944 | 남강 윤치명 (南岡 尹致明) 1885~1944 |  |  | 동산 윤치영 (東山 尹致暎) 1898~1996 | 동산 윤치영 (東山 尹致暎) 1898~1996 | 동산 윤치영 (東山 尹致暎) 1898~1996 | 동산 윤치영 (東山 尹致暎) 1898~1996 | 동산 윤치영 (東山 尹致暎) 1898~1996 | 동산 윤치영 (東山 尹致暎) 1898~1996 |                           |                           |                           |                           | 윤활란 (尹活蘭) 1884~1967 | 윤활란 (尹活蘭) 1884~1967 | 윤활란 (尹活蘭) 1884~1967 | 윤활란 (尹活蘭) 1884~1967 | 윤활란 (尹活蘭) 1884~1967 | 윤활란 (尹活蘭) 1884~1967 |  |  | 윤노덕 (尹老德) 1889~1979 | 윤노덕 (尹老德) 1889~1979 | 윤노덕 (尹老德) 1889~1979 | 윤노덕 (尹老德) 1889~1979 | 윤노덕 (尹老德) 1889~1979 | 윤노덕 (尹老德) 1889~1979 |  |  | 이름 미상 | 이름 미상 | 이름 미상 | 이름 미상 | 이름 미상 | 이름 미상 |

|  |  |                               |                               |                               |                               |                               |                               |                      |                      |                      |                      |  |  |  |  |                                    |                                    |                                    |                                    |                                    |                                    |                                    |                                    |                                    |                                    |                                    |                                    |                                    |                                    | 윤취동 (尹取東) 1798~1863          |                                    |  |  |                           |                           |                           |                           |                           |                           |                           |                           |                                    |                                    |                                    |                                    |                                                  |                                                  |                                                  |                                                  |                                                  |                                                  |  |  |  |  |                           |                           |                           |                           |                           |                           |  |  |                       |                       |                       |                       |                       |                       |
|  |  |                               |                               |                               |                               |                               |                               |                      |                      |                      |                      |  |  |  |  |                                    |                                    |                                    |                                    |                                    |                                    |                                    |                                    |                                    |                                    |                                    |                                    |                                    |                                    |                                    |                                    |  |  |                           |                           |                           |                           |                           |                           |                           |                           |                                    |                                    |                                    |                                    |                                                  |                                                  |                                                  |                                                  |                                                  |                                                  |  |  |  |  |                           |                           |                           |                           |                           |                           |  |  |                       |                       |                       |                       |                       |                       |
|  |  |                               |                               |                               |                               |                               |                               |                      |                      |                      |                      |  |  |  |  |                                    |                                    |                                    |                                    |                                    |                                    |                                    |                                    |                                    |                                    |                                    |                                    |                                    |                                    |                                    |                                    |  |  |                           |                           |                           |                           |                           |                           |                           |                           |                                    |                                    |                                    |                                    |                                                  |                                                  |                                                  |                                                  |                                                  |                                                  |  |  |  |  |                           |                           |                           |                           |                           |                           |  |  |                       |                       |                       |                       |                       |                       |
|  |  | 전주이씨 (全州李氏) 1844~1936 | 전주이씨 (全州李氏) 1844~1936 | 전주이씨 (全州李氏) 1844~1936 | 전주이씨 (全州李氏) 1844~1936 | 전주이씨 (全州李氏) 1844~1936 | 전주이씨 (全州李氏) 1844~1936 |                      |                      |                      |                      |  |  |  |  |                                    |                                    |                                    |                                    | 반계 윤웅렬 (磻溪尹雄烈) 1840~1911 | 반계 윤웅렬 (磻溪尹雄烈) 1840~1911 | 반계 윤웅렬 (磻溪尹雄烈) 1840~1911 | 반계 윤웅렬 (磻溪尹雄烈) 1840~1911 | 반계 윤웅렬 (磻溪尹雄烈) 1840~1911 | 반계 윤웅렬 (磻溪尹雄烈) 1840~1911 |                                    |                                    |                                    |                                    |                                    |                                    |  |  |                           |                           | 김정순 (金貞淳) 1879~1959 | 김정순 (金貞淳) 1879~1959 | 김정순 (金貞淳) 1879~1959 | 김정순 (金貞淳) 1879~1959 | 김정순 (金貞淳) 1879~1959 | 김정순 (金貞淳) 1879~1959 |                                    |                                    |                                    |                                    | 연구 윤영렬 (蓮龜尹英烈) 1854~1939 윤영렬 가계도 | 연구 윤영렬 (蓮龜尹英烈) 1854~1939 윤영렬 가계도 | 연구 윤영렬 (蓮龜尹英烈) 1854~1939 윤영렬 가계도 | 연구 윤영렬 (蓮龜尹英烈) 1854~1939 윤영렬 가계도 | 연구 윤영렬 (蓮龜尹英烈) 1854~1939 윤영렬 가계도 | 연구 윤영렬 (蓮龜尹英烈) 1854~1939 윤영렬 가계도 |  |  |  |  | 한진숙 (韓鎭淑) 1851~1938 | 한진숙 (韓鎭淑) 1851~1938 | 한진숙 (韓鎭淑) 1851~1938 | 한진숙 (韓鎭淑) 1851~1938 | 한진숙 (韓鎭淑) 1851~1938 | 한진숙 (韓鎭淑) 1851~1938 |  |  | 윤씨 (尹氏) 1835~1920 | 윤씨 (尹氏) 1835~1920 | 윤씨 (尹氏) 1835~1920 | 윤씨 (尹氏) 1835~1920 | 윤씨 (尹氏) 1835~1920 | 윤씨 (尹氏) 1835~1920 |
|  |  | 전주이씨 (全州李氏) 1844~1936 | 전주이씨 (全州李氏) 1844~1936 | 전주이씨 (全州李氏) 1844~1936 | 전주이씨 (全州李氏) 1844~1936 | 전주이씨 (全州李氏) 1844~1936 | 전주이씨 (全州李氏) 1844~1936 |                      |                      |                      |                      |  |  |  |  |                                    |                                    |                                    |                                    | 반계 윤웅렬 (磻溪尹雄烈) 1840~1911 | 반계 윤웅렬 (磻溪尹雄烈) 1840~1911 | 반계 윤웅렬 (磻溪尹雄烈) 1840~1911 | 반계 윤웅렬 (磻溪尹雄烈) 1840~1911 | 반계 윤웅렬 (磻溪尹雄烈) 1840~1911 | 반계 윤웅렬 (磻溪尹雄烈) 1840~1911 |                                    |                                    |                                    |                                    |                                    |                                    |  |  |                           |                           | 김정순 (金貞淳) 1879~1959 | 김정순 (金貞淳) 1879~1959 | 김정순 (金貞淳) 1879~1959 | 김정순 (金貞淳) 1879~1959 | 김정순 (金貞淳) 1879~1959 | 김정순 (金貞淳) 1879~1959 |                                    |                                    |                                    |                                    | 연구 윤영렬 (蓮龜尹英烈) 1854~1939 윤영렬 가계도 | 연구 윤영렬 (蓮龜尹英烈) 1854~1939 윤영렬 가계도 | 연구 윤영렬 (蓮龜尹英烈) 1854~1939 윤영렬 가계도 | 연구 윤영렬 (蓮龜尹英烈) 1854~1939 윤영렬 가계도 | 연구 윤영렬 (蓮龜尹英烈) 1854~1939 윤영렬 가계도 | 연구 윤영렬 (蓮龜尹英烈) 1854~1939 윤영렬 가계도 |  |  |  |  | 한진숙 (韓鎭淑) 1851~1938 | 한진숙 (韓鎭淑) 1851~1938 | 한진숙 (韓鎭淑) 1851~1938 | 한진숙 (韓鎭淑) 1851~1938 | 한진숙 (韓鎭淑) 1851~1938 | 한진숙 (韓鎭淑) 1851~1938 |  |  | 윤씨 (尹氏) 1835~1920 | 윤씨 (尹氏) 1835~1920 | 윤씨 (尹氏) 1835~1920 | 윤씨 (尹氏) 1835~1920 | 윤씨 (尹氏) 1835~1920 | 윤씨 (尹氏) 1835~1920 |
|  |  |                               |                               |                               |                               |                               |                               |                      |                      |                      |                      |  |  |  |  |                                    |                                    |                                    |                                    |                                    |                                    |                                    |                                    |                                    |                                    |                                    |                                    |                                    |                                    |                                    |                                    |  |  |                           |                           |                           |                           |                           |                           |                           |                           |                                    |                                    |                                    |                                    |                                                  |                                                  |                                                  |                                                  |                                                  |                                                  |  |  |  |  |                           |                           |                           |                           |                           |                           |  |  |                       |                       |                       |                       |                       |                       |
|  |  |                               |                               |                               |                               |                               |                               |                      |                      |                      |                      |  |  |  |  |                                    |                                    |                                    |                                    |                                    |                                    |                                    |                                    |                                    |                                    |                                    |                                    |                                    |                                    |                                    |                                    |  |  |                           |                           |                           |                           |                           |                           |                           |                           |                                    |                                    |                                    |                                    |                                                  |                                                  |                                                  |                                                  |                                                  |                                                  |  |  |  |  |                           |                           |                           |                           |                           |                           |  |  |                       |                       |                       |                       |                       |                       |
|  |  |                               |                               |                               |                               | 친 누이동생 (花峴妹)          | 친 누이동생 (花峴妹)          | 친 누이동생 (花峴妹) | 친 누이동생 (花峴妹) | 친 누이동생 (花峴妹) | 친 누이동생 (花峴妹) |  |  |  |  | 좌옹 윤치호 (佐翁尹致昊) 1865~1945 | 좌옹 윤치호 (佐翁尹致昊) 1865~1945 | 좌옹 윤치호 (佐翁尹致昊) 1865~1945 | 좌옹 윤치호 (佐翁尹致昊) 1865~1945 | 좌옹 윤치호 (佐翁尹致昊) 1865~1945 | 좌옹 윤치호 (佐翁尹致昊) 1865~1945 |                                    |                                    |                                    |                                    | 남포 윤치왕 (南圃尹致旺) 1895~1982 | 남포 윤치왕 (南圃尹致旺) 1895~1982 | 남포 윤치왕 (南圃尹致旺) 1895~1982 | 남포 윤치왕 (南圃尹致旺) 1895~1982 | 남포 윤치왕 (南圃尹致旺) 1895~1982 | 남포 윤치왕 (南圃尹致旺) 1895~1982 |  |  | 윤치창 (尹致昌) 1899~1973 | 윤치창 (尹致昌) 1899~1973 | 윤치창 (尹致昌) 1899~1973 | 윤치창 (尹致昌) 1899~1973 | 윤치창 (尹致昌) 1899~1973 | 윤치창 (尹致昌) 1899~1973 |                           |                           | 손진실 (孫眞實) 홍정욱 가계도 참조 | 손진실 (孫眞實) 홍정욱 가계도 참조 | 손진실 (孫眞實) 홍정욱 가계도 참조 | 손진실 (孫眞實) 홍정욱 가계도 참조 | 손진실 (孫眞實) 홍정욱 가계도 참조               | 손진실 (孫眞實) 홍정욱 가계도 참조               |                                                  |                                                  |                                                  |                                                  |  |  |  |  |                           |                           |                           |                           |                           |                           |  |  |                       |                       |                       |                       |                       |                       |
|  |  |                               |                               |                               |                               | 친 누이동생 (花峴妹)          | 친 누이동생 (花峴妹)          | 친 누이동생 (花峴妹) | 친 누이동생 (花峴妹) | 친 누이동생 (花峴妹) | 친 누이동생 (花峴妹) |  |  |  |  | 좌옹 윤치호 (佐翁尹致昊) 1865~1945 | 좌옹 윤치호 (佐翁尹致昊) 1865~1945 | 좌옹 윤치호 (佐翁尹致昊) 1865~1945 | 좌옹 윤치호 (佐翁尹致昊) 1865~1945 | 좌옹 윤치호 (佐翁尹致昊) 1865~1945 | 좌옹 윤치호 (佐翁尹致昊) 1865~1945 |                                    |                                    |                                    |                                    | 남포 윤치왕 (南圃尹致旺) 1895~1982 | 남포 윤치왕 (南圃尹致旺) 1895~1982 | 남포 윤치왕 (南圃尹致旺) 1895~1982 | 남포 윤치왕 (南圃尹致旺) 1895~1982 | 남포 윤치왕 (南圃尹致旺) 1895~1982 | 남포 윤치왕 (南圃尹致旺) 1895~1982 |  |  | 윤치창 (尹致昌) 1899~1973 | 윤치창 (尹致昌) 1899~1973 | 윤치창 (尹致昌) 1899~1973 | 윤치창 (尹致昌) 1899~1973 | 윤치창 (尹致昌) 1899~1973 | 윤치창 (尹致昌) 1899~1973 |                           |                           | 손진실 (孫眞實) 홍정욱 가계도 참조 | 손진실 (孫眞實) 홍정욱 가계도 참조 | 손진실 (孫眞實) 홍정욱 가계도 참조 | 손진실 (孫眞實) 홍정욱 가계도 참조 | 손진실 (孫眞實) 홍정욱 가계도 참조               | 손진실 (孫眞實) 홍정욱 가계도 참조               |                                                  |                                                  |                                                  |                                                  |  |  |  |  |                           |                           |                           |                           |                           |                           |  |  |                       |                       |                       |                       |                       |                       |

- 할아버지 : 윤취동(尹取東, 1798년 7월 18일 - 1863년 12월 21일)
- 할머니 : 고령신씨(高靈申氏)
- 할머니 : 안동김씨(安東金氏[8])
  - 고모: 해평윤씨(1835년 - 1920년)
  - 고모부: 이원시(李源始, 본관은 용인), 2남 2녀
    - 고종사촌: 용인이씨
    - 고종매부 : 이정구(李鼎九), 본관은 우봉
- 아버지 : 윤영렬(尹英烈, 1854년 4월 15일 - 1939년 11월 4일)
- 어머니 : 청주한씨 한진숙(淸州韓氏 韓鎭淑, 1851년 ~ 1938년 2월 18일), 한말 전라도 관찰사와 경상도 관찰사, 육군 참장을 지낸 한진창(韓鎭昌)의 누이
  - 첫째 형 : 윤치오(尹致旿, 1869년 음력 8월 5일 - 1950년 양력 12월 22일, 호는 동암(東庵))
  - 둘째 형 : 윤치소(尹致昭, 1871년 음력 8월 25일 - 1944년 양력 2월 20일, 호는 동야(東野))
    - 조카 : 前 대통령 윤보선(尹潽善, 1897년 8월 26일 - 1990년 7월 18일, 호는 해위(海葦))-대한민국 제4대 대통령
    - 조카 : 윤원선(尹源善, 1910년 10월 27일 - 1971년 12월 16일)

  - 셋째 형 : 윤치성(尹致晟, 1875년 음력 3월 2일 - 1936년 양력 8월 11일, 호는 악연(岳淵))
  - 넷째 형 : 윤치병(尹致丙, 1880년 음력 6월 4일 - 1940년 양력 1월 24일, 호는 간송(澗松))
  - 동생 : 윤치영(尹致暎, 1898년 2월 10일 - 1996년 2월 9일, 호는 동산(東山))
  - 동생 : 이름 미상, 요절
  - 첫째 누이: 윤활란(尹活蘭, 4남 3녀를 둠)
  - 둘째 누이: 윤노덕(尹老德, 1889년 6월 14일 - 1979년 11월 24일, 다른 이름은 윤정숙(尹貞淑), 정동교회 최초의 여성장로 역임.)
  - 둘째 매제: 이병림(李丙琳), 사학자 이병도의 6촌 형, 1남 4녀
    - 생질녀 : 이영희, 이화여자대학교 음과대학 교수
    - 생질녀 : 이달희
    - 외조카 사위 : 한상준, 제6대 한양대학교 총장
- 서모 : 이름 미상[9]
  - 이복 누이: 윤씨, 이름 미상
    - 생질녀: 허현자
- 서모 : 장복첨(張福瞻, 1902년 1월 22일 ~ 1950년 8월 3일)
  - 이복 동생 : 윤치정(尹致晶, 1921년 11월 25일 ~ ?)
  - 이복 여동생 : 윤길희(尹吉喜, 1924년 6월 16일 ~ 1973년 6월 28일)
  - 이복 여동생 : 윤인희(尹麟喜, 1927년 1월 17일 ~ ?)
  - 이복 동생 : 윤치일(尹致日, 1935년 2월 10일 ~ 1985년 4월 8일)

- 부인 : 이명숙(李明淑, 용인이씨, 1884년 5월 10일 - 1954년 11월 6일), 이효원(李孝源)의 딸
  - 아들 : 윤유선(尹裕善, 1910년 9월 3일 - 1987년, 세브란스 병원장 역임)
  - 며느리 : 김정애
  - 며느리 : 서병주([10]徐丙周, 1916년 2월 3일 - ?), 독립운동가 겸 정치인 서상일의 딸
    - 손녀 : 윤현구(尹賢求, 1939년 7월 31일 ~ )
    - 손녀사위 : 리처드 퍼커, 미국인, 대학교수
      - 외증손 : 알렉산더 퍼커

    - 손녀 : 윤은구(尹恩求, 1940년 11월 10일 ~ )
    - 손녀사위 : 박형득(朴炯得, 본관은 무안, 법학박사) - 박태식(朴泰植)의 아들

- 큰아버지 : 윤웅렬(尹雄烈, 1840년 음력 4월 17일 - 1911년 양력 9월 22일)
- 큰어머니 : 전주이씨(全州李氏[11], 1844년 9월 27일 - 1936년 2월 12일)
  - 사촌 누나 : 윤경희(尹慶姬, 1862년 - ?)
  - 사촌 형 : 윤치호 (尹致昊, 1865년 음력 1월 16일 - 1945년 양력 12월 9일)
- 큰어머니 : 김정순(金貞淳[12], 1879년 3월 15일 - 1959년 11월 16일)
  - 사촌 동생 : 이름 미상, 요절
  - 사촌 동생 : 윤치왕(尹致旺, 1895년 2월 17일 ~ 1982년 12월 21일)
  - 사촌 동생 : 윤치창(尹致昌, 1899년 3월 5일 - 1973년 10월 1일)

- 외증조부 : 한익상(韓益相, 1767년 ~ 1846년, 병조참판 역임)
- 외할아버지 : 한치원(韓致元, 1821년 ~ 1881년, 호는 동랑(冬郎), 부호군 역임)
  - 외삼촌 : 한진창(韓鎭昌, 1858년 1월 26일 ~ 1935년 2월 2일)

- 사돈 : 서상일(徐相日, 1887년 ~ 1962년, 호는 동암(東巖))

## 같이 보기
- 서상일
- 윤치소
- 윤치영
- 윤치성
- 윤치병
- 윤보선
- 윤치호
- 윤일선
- 윤치오
- 남궁억